# Войтенко Нана Володимирівна
Нана Володимирівна Войтенко (нар. 6 січня 1968, Баку, Азербайджанська РСР, СРСР) — український нейробіолог, електрофізіолог, дослідниця болю. Доктор біологічних наук, професор, завідувачка відділу сенсорної сигналізації Інституту фізіології імені О. О. Богомольця НАН України.
30 травня 2017 року затверджена членом Наукового комітету Національної ради України з питань розвитку науки і технологій при Кабінеті Міністрів України.

## Біографія
Народилася у Баку. У 1990 році поступила до магістратури Київського відділення Московського фізико-технічного інституту на спеціальність «біофізика». Потім закінчила аспірантуру Інституту фізіології імені О. О. Богомольця НАН України. У 1995 році захистила дисертацію на ступінь кандидата біологічних наук на тему «Механізми генерації кальцієвих сигналів у гранулярних нейронах мозочка мишей та їх зміни у постнатальному онтогенезі».
У 1997-99 роках працювала у лабораторії професора Рандич (Mirjana Jović-Randić) в університеті штату Айова (США). У період з 1997 по 2003 роки працювала над науковими проєктами разом з біофізиком Бертілом Гіллє у США.
У 2004 році захистила докторську дисертацію на тему «Кальцієва сигналізація у спінальних нейронах соматосенсорної системи при наявності ноцицептивних синдромів».
У 2010—2016 роках — заступник директора Інституту фізіології імені О. О. Богомольця НАН України.
З 2008 — заступник завідувача кафедри молекулярної фізіології і біофізики Фізико-технічного навчально-наукового центру НАН України (колишнє Київське відділення МФТІ), а з 2018 — Київського академічного університету.
Нана Войтенко — засновник та віце-президент Українського товариства нейронаук., президент Українського відділення Американського товариства нейронаук.
З 2011 року член експертної ради з питань проведення експертизи дисертаційних робіт МОН України з біологічних наук.
2012 та 2014 року вигравала гранти Президента України для докторів наук.
У 2019-му виграла проєкт програми HORIZON 2020 NEUROTWIN "Запровадження загальноєвропейського досвіду для відновлення Центру нейронаук світового рівня у Києві". Її проєкт має на меті відновлення репутації Інституту фізіології ім. О.О. Богомольця НАН України як провідного міжнародного центру передових технологій в галузі клітинної та молекулярної нейрофізіології. Проєкт спрямований на підвищення якості наукових досліджень та інноваційного потенціалу в області нейронаук в Україні, а також на зміцнення наукового співробітництва між партнерами проєкту. (Серед партнерів університети й інституції Швеції, Португалії, Німеччини, Австрії і Великої Британії)

## Наукова діяльність
Нана Войтенко вивчає периферичні та центральні механізми виникнення й поширення болю. Вивчає роль низькопорогових кальцієвих каналів і AMPA-глутаматних рецепторів у передачі больового сигналу в спинному мозку. Також є спеціалістом з внутрішньоклітинної кальцієвої сигналізації. Вивчає внутрішньо-клітинні механізми гомеостазу кальцію, що відповідають за порушення передачі ноцицептивного сигналу; нейропатичні ускладнення при цукровому діабеті.
В лабораторії Войтенко досліджують патологічні зміни нервової системи за умов експериментального цукрового діабету, особливу увагу звертаючи на молекулярні та клітинні механізми пошкодження нервових клітин. З 1999 року ці дослідження підтримувалися грантами американського фонду CRDF.
Індекс Гірша Войтенко за базою даних Scopus станом на листопад 2021 року дорівнює 21 (63 публікації були процитовані понад 750 разів у 1994—2021 роках).

## Популяризація науки
Організатор і лектор Тижня знань про мозок фундації Дана. Лектор проєкту TEDx-Київ у 2013 році. Засновник, організатор і лектор щорічної студентської школи-семінару «Біофізичні методи досліджень»[джерело?]. Лекторка Днів науки.

## Визнання та нагороди
- Державна премія з науки й техніки України (2013)
- «Жінка України-2020» у номінації «Наука»[15]
- ТОП-10 успішних українських науковиць (2020), за версією Інституту розвитку громадянського суспільства імені Голди Меїр[16]
- Зайняла 55-ту позицію серед 100 найвпливовіших жінок України 2021 року за версією журналу «Фокус»[17]
- Одна з 12 видатних українських жінок-вчених, героїнь освітнього арт-проєкту «STEM is FEM» («Наука – це вона») за підтримки міжнародних організацій ООН "Жінки в Україні" та Дитячого фонду ООН в Україні (ЮНІСЕФ)[18]

## Наукові праці
Авторка та співаврка понад 100 наукових публікацій.

### Важливі публікації
- S. Kirischuk, T. Moller, N. Voitenko, H. Kettenmann & A. Verkhratsky (December 1995). ATP-induced cytoplasmic calcium mobilization in Bergmann glial cells. Journal of neuroscience. 15 (12): 7861—7871. PMID 8613725.
- Voitenko, N.V.; Kruglikov, I.A.; Kostyuk, E.P.; Kostyuk, P.G. (1999). Effect of streptozotocin-induced diabetes on the activity of calcium channels in rat dorsal horn neurons. Neuroscience. 95 (2): 519—524. doi:10.1016/S0306-4522(99)00453-4. ISSN 0306-4522.
- Voitenko, N; Gerber, G; Youn, D; Randic, M (2004). Peripheral inflammation-induced increase of AMPA-mediated currents and Ca2+ transients in the presence of cyclothiazide in the rat substantia gelatinosa neurons. Cell Calcium. 35 (5): 461—469. doi:10.1016/j.ceca.2003.11.002. ISSN 0143-4160.
- Park, J.-S.; Voitenko, N.; Petralia, R. S.; Guan, X.; Xu, J.-T.; Steinberg, J. P.; Takamiya, K.; Sotnik, A.; Kopach, O.; Huganir, R. L.; Tao, Y.-X. (2009). Persistent Inflammation Induces GluR2 Internalization via NMDA Receptor-Triggered PKC Activation in Dorsal Horn Neurons. Journal of Neuroscience. 29 (10): 3206—3219. doi:10.1523/JNEUROSCI.4514-08.2009. ISSN 0270-6474.
- Kopach, Olga; Kao, Sheng-Chin; Petralia, Ronald S.; Belan, Pavel; Tao, Yuan-Xiang; Voitenko, Nana (2011). Inflammation alters trafficking of extrasynaptic AMPA receptors in tonically firing lamina II neurons of the rat spinal dorsal horn. Pain. 152 (4): 912—923. doi:10.1016/j.pain.2011.01.016. ISSN 0304-3959.